# Kurt Schürmann (Mediziner)
Kurt Friedrich Schürmann (* 19. Februar 1920 in Bochum; † 11. Mai 2006 in Mainz) war ein deutscher Neurochirurg.

## Leben
Schürmann ging in Bochum zur Schule und studierte ab 1939 Medizin in Leipzig, Marburg und Graz (ab 1941) mit dem medizinischen Staatsexamen in Graz 1945. Im selben Jahr wurde er in Graz zum Dr. med. promoviert (Über den vorzeitigen Blasensprung und seine Latenzzeit). Sein Medizinstudium war mehrfach unterbrochen durch seine Verwendung als Mediziner in Kriegslazaretten in Sizilien. Er war Mitglied der Studentenverbindung ATV Marburg im ATB.
Seine Facharztausbildung (gleichzeitig in Chirurgie und Neurochirurgie) absolvierte er im Knappschaftskrankenhaus Bochum-Langendreer, wo Wilhelm Tönnis sein Lehrer war. 1951 wurde er Facharzt für Chirurgie und Neurochirurgie, übernahm als Vertreter von Eduard M. W. Weber 1951/1952 die Neurochirurgie an der Universität München, ging dann wieder zu Tönnis an die Universität Köln und habilitierte sich 1955 in Mainz (Die klinische Symptomatologie der raumfördernden Prozesse der Frontallappen: ein Bericht über 335 Fälle im Hinblick auf die anatomischen Vorzugslokalisationen, Mainz 1958).
In Mainz war er ab 1955 Leiter der Neurochirurgie (damals noch als – einziger – Assistent). 1958 wurde er außerordentlicher Professor in Mainz und 1963 ordentlicher Professor für Neurochirurgie in Mainz. 1969/70 war er Dekan der Medizinischen Fakultät. Rufe nach Köln (als Nachfolger von Tönnis) und Würzburg schlug er aus. 1988 wurde er emeritiert.
1988 erhielt er die Fedor-Krause-Medaille. 1972 bis 1974 war er Präsident der Deutschen Gesellschaft für Neurochirurgie. Er erhielt die Poppelreuter-Medaille in Gold des Bundes der Hirnverletzten und 1993 die Ehrenmedaille der World Federation of Neurosurgical Societies. Er war Ehrenpräsident der Japanischen Gesellschaft für Neurochirurgie und der North American Skull Base Society und 1995 war er Ehrenpräsident des 10. Kongresses der European Association of Neurosurgical Societies. (EANS) und 1975 bis 1979 Vizepräsident der EANS.
Als Neurochirurg befasste er sich besonders mit extrapyramidalen Hyperkinesen, Tumoren im Frontallappen und in der Augenhöhle (Orbitaltumore), mit der Durchblutung des Gehirns und Hirnödemen sowie mit neurochirurgischer Schmerztherapie.
1981 unterzeichnete Schürmann zusammen mit 14 Mitunterzeichnern das umstrittene Heidelberger Manifest. Dieses warnte unter anderem vor der „Unterwanderung des deutschen Volkes“.
Die Deutsche Gesellschaft für Schädelbasis-Chirurgie richtete 1999 eine Kurt-Schürmann-Vorlesung ein. 1970 war er einer der Gründer der  Arbeitsgemeinschaft Schädelbasischirurgie, aus der 1979 die Skull Base Study Group entstand, deren erster Präsident er war. Er knüpfte früh internationale Kontakte besonders nach Skandinavien und wurde 1958 korrespondierendes Mitglied der skandinavischen Gesellschaft für Neurochirurgie. Außerdem war er korrespondierendes Mitglied der American Association of Neurological Surgeons und der British Society of Neurological Surgeons.
Zu seinen Schülern gehören Madjid Samii, Hans-Jürgen Reulen, Hermann Dietz und Mario Brock (der in Mainz Assistent war).
Da er auch eine Reihe von brasilianischen Neurochirurgen ausbildete, wurde er 1971 Ehrendoktor der Universität Paraiba.